# Svartmaskad hackspett
Svartmaskad hackspett (Melanerpes flavifrons) är en fågel i familjen hackspettar inom ordningen hackspettartade fåglar.

## Utseende och läte
Svartmaskad hackspett är en flerfärgad medelstor hackspett. Den har svart på vingar, stjärt och i en mask över ögat. Runt ögat syns en gul ring och den är gul även i pannan. Övergumpen är vit och buken röd, kantad av mörka band. Hanen har rött på hjässa och nacke, där honan istället är svart. Lätet är ett ljudligt "kiki-kiki-kirikiki".

## Utbredning och systematik
Fågeln förekommer från östra och sydöstra Brasilien till östra Paraguay och nordöstra Argentina (Misiones). Den behandlas som monotypisk, det vill säga att den inte delas in i några underarter.

## Levnadssätt
Svartmaskad hackspett hittas i fuktiga skogar, ungskog och ibland även i plantage. Den är flocklevande.

## Status och hot
Arten har ett stort utbredningsområde, men tros minska i antal, dock inte tillräckligt kraftigt för att den ska betraktas som hotad. Internationella naturvårdsunionen IUCN listar arten som livskraftig (LC).